# Metatars
|  | Aquest article tracta sobre l'os. Si cerqueu l'artell de les potes dels quelicerats, vegeu «Apèndix (artròpodes)#Quelicerats». |

Metatarsos del peu marcats en groc

El metatars (llatí: metatarsus) és el conjunt format pels metatarsians (ossa metatarsalia), un grup de cinc ossos llargs del peu localitzats entre els ossos tarsians i les falanges dels dits. No tenen noms individuals, pel que els ossos metatarsians s'enumeren des del costat mitjà (costat del dit gros): el primer, segon, tercer, quart i el cinquè metatars. Els metatarsos són anàlegs als metacarps de la mà. Els metatarsians són uns ossos llargs formats per un cos prismàtic triangular amb tres cares, superior i laterals, i dos extrems, anterior i posterior, aquest últim amb cinc cares, de les quals tres són articulars (excepte l'1 i el 5, que només en té dues). El primer metatarsià és més curt i més dur que els altres. El segon és el més llarg. Cada metatarsià té una base proximal, un cos i un cap distal. La base de cada metatarsià és l'extrem proximal de major. Les seves bases s'articulen amb la falca i el cuboide, i els caps amb les falanges del peu proximals.